# Pumpwerk Breitensee

Ansicht der Wasserwerksanlage

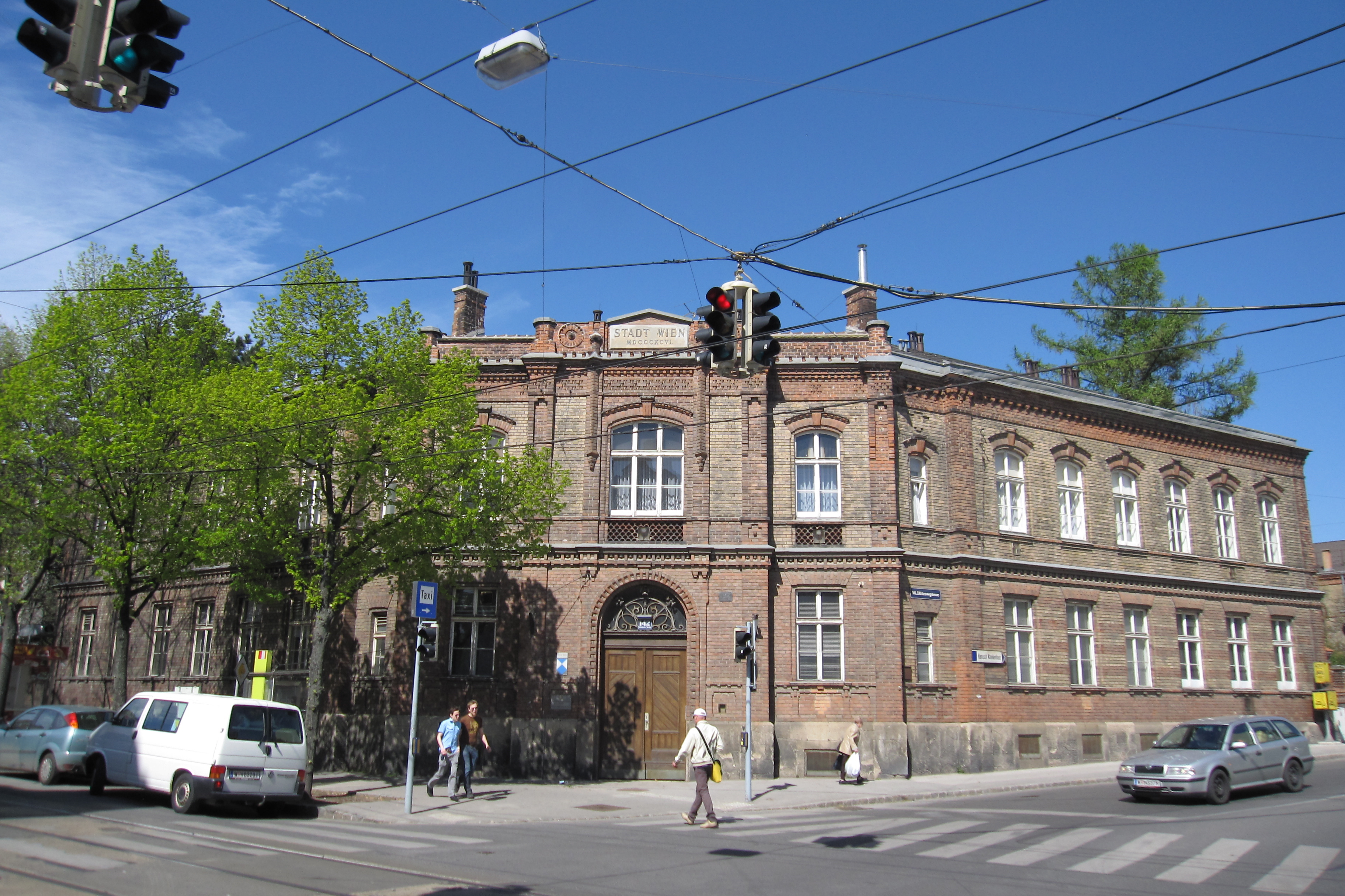
Ehemaliges Pumpwerk Breitensee – Wohnhaus

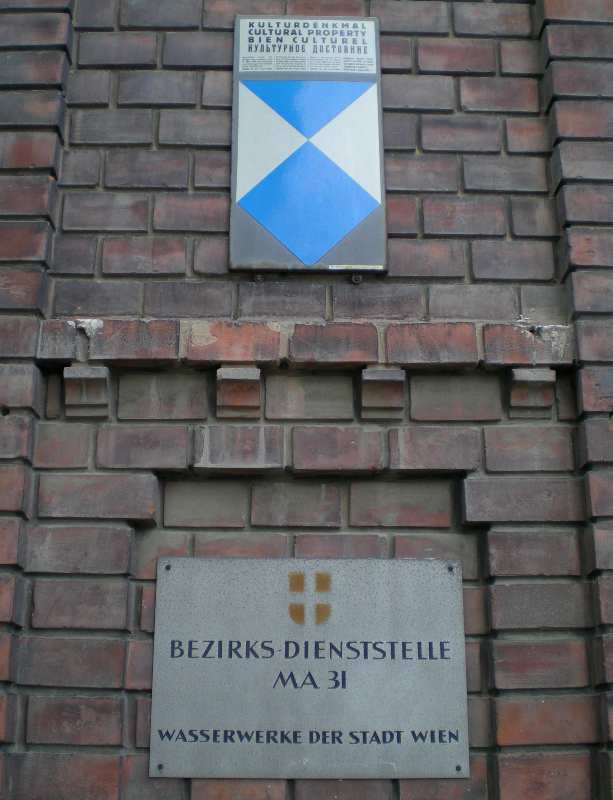
Kulturgut- und Dienststellentafel

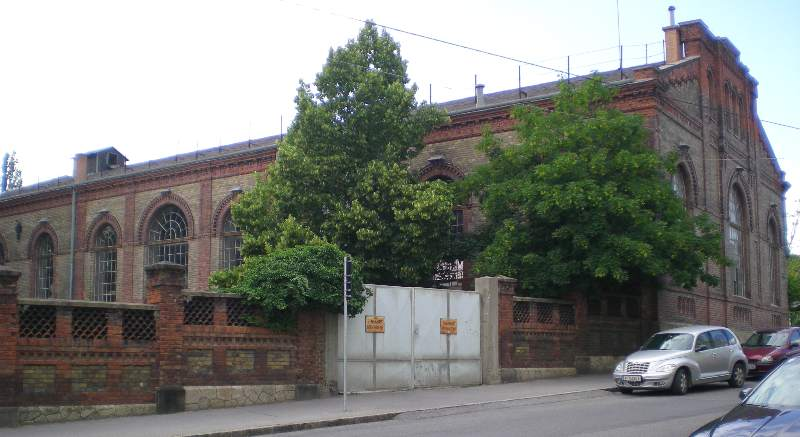
Ehemaliges Pumpwerk Breitensee – Maschinenhalle

Das Pumpwerk Breitensee (auch Hebewerk oder Schöpfwerk Breitensee) in der Hütteldorfer Straße 142 in Penzing (zum Zeitpunkt der Errichtung noch Hietzing) war das erste Pumpwerk im Netz der Wiener Wasserversorgung.

## Geschichte
Um die 1892 neu eingemeindeten höher gelegenen Bezirke im Westen der Stadt Wien ebenfalls mit Trinkwasser aus der I. Wiener Hochquellenwasserleitung versorgen zu können, wurde das Pumpwerk Breitensee mit einem Kostenaufwand von 528.645,46 Gulden errichtet und am 6. November 1896 in Betrieb genommen.
Das Hochquellenwasser wurde mittels einer 5312 Meter langen Wasserleitung (2836 Meter à 950 Millimeter Nenndurchmesser und 2476 Meter à 870 Millimeter Nenndurchmesser), die auch Speising, Lainz, Hietzing, Baumgarten, Hacking, Unter Sankt Veit und Teile Hütteldorfs versorgte, vom eigens auf 120.500 Kubikmeter Fassungsvermögen erweiterten Wasserbehälter Rosenhügel hierher geleitet.
Dotiert wurde zunächst der in 800 Metern Entfernung neu errichtete Wasserbehälter Breitensee in der Altebergenstraße (bzw. Braillegasse) westlich der 1904 erbauten Vega-Payer-Weyprecht-Kaserne und südlich des 1916 erbauten Zeiss-Werkes. Von dort gelangte das Wasser aus eigener Kraft weiter in den Behälter Schafberg. Der Wasserspiegel des Behälters Rosenhügel befindet sich in einer Seehöhe von ungefähr 245 Metern, die Achse der Pumpen befand sich in einer Seehöhe von rund 229 Metern und der Wasserspiegel des Behälters in der Altebergenstraße (bzw. Braillegasse) befindet sich in einer Höhe von ungefähr 274 Metern Seehöhe.
Das Pumpwerk Breitensee bestand aus einem Maschinenhaus, einem Kesselhaus, dem Schieberhäuschen, einem Waaghäuschen, einem Kühlturm, dem Kohlendepot und einem Personalwohnhaus.
Der gesamte Komplex wurde in Sichtziegelbauweise errichtet. Das ehemalige Personalwohnhaus, das heute so wie das übrige Areal nach wie vor von der MA 31 – Wiener Wasserwerke als Dienstgebäude genutzt wird, ist ein zweigeschoßiges Bauwerk, lisenengegliedert und mit abgeschrägter sowie mittels erhöhtem Risalit betonter Hausecke. An der Attika findet sich die Aufschrift „Stadt Wien MDCCCXCVI“. Errichtet wurde die Anlage von der Union-Baugesellschaft, für die Lieferung und Montage der maschinellen Ausrüstung zeichnete die in Prag ansässige Firma Märky, Bromovsky & Schulz ebenso verantwortlich wie für die eiserne Dachkonstruktion.
- Im Maschinenhaus befanden sich vier Pumpen, wobei man Platz für eine fünfte gelassen hatte. Bei den Pumpen handelte es sich um liegende Compound-Dampfmaschinen mit einer ‚Doktor Proell´schen zwangsläufigen Ventilsteuerung’ und je zwei nebeneinander liegenden Dampfzylindern. Die Pumpen waren mit der Kolbenstange direkt gekoppelt. Jedes Pumpenpaar förderte in 23 Stunden 8000 Kubikmeter Wasser.

- Das Kesselhaus verfügte über vier Multitubular-Kessel System Fairbairn mit einer Heizfläche von je 110 Quadratmetern. Die Kessel waren 6,8 Meter lang und hatten einen Durchmesser von 2 Metern.

- Der Kühlturm bestand aus einem 10,8 Meter hohen Turm aus Lärchenholz mit einem Gradierwerk System J. Popper. In mehreren Etagen waren insgesamt 48 Siebkästen angebracht, durch deren Löcher das Wasser in feine Wasserstrahlen zerteilt wurde. Die dazwischen durchstreifende Luft kühlte das Wasser genügend ab, so dass es wieder verwendet werden konnte.

Das Pumpwerk Breitensee versorgte bis Ende Juni 1898 in den damaligen Bezirksgrenzen
- im 13. Bezirk 0400 Häuser,
- im 14. Bezirk 0350 Häuser,
- im 15. Bezirk 0170 Häuser,
- im 16. Bezirk 1200 Häuser,
- im 17. Bezirk 0600 Häuser,
- im 18. Bezirk 0572 Häuser und
- im 19. Bezirk 0172 Häuser mit Trinkwasser.

Im Ersten Weltkrieg (1916) befand sich eine Anlage zum Trocknen von Kartoffeln im Wasserwerk. Zur Anlieferung wurde eigens eine Gleisverbindung aus dem Wasserwerk zur daneben verlaufenden Straßenbahnlinie hergestellt.
Nach der Inbetriebnahme des Reservoirs Steinhof wurde das seit dem 15. Juni 2004 unter Denkmalschutz stehende Pumpwerk außer Dienst gestellt.